# Campeonato europeo de hockey sobre patines masculino de 2016
El LII Campeonato europeo de hockey sobre patines masculino se celebró en Portugal en 2016, con la participación de ocho Selecciones nacionales masculinas de hockey patines. Todos los partidos se disputaron en la ciudad de Oliveira de Azeméis (Portugal). La selección de Portugal consiguió su vigesimoprimer título.

## Equipos participantes
|            |
| Alemania   |
| Austria    |
| España     |
| Francia    |
| Inglaterra |
| Italia     |
| Portugal   |
| Suiza      |

## Fase de grupos
Los equipos se repartieron entre 2 grupos de cuatro selecciones cada uno. La clasificación que tuvieran en la fase de grupos determinaba el emparejamiento de cuartos de final.

### Grupo A
| Equipo     | Pts | PJ | PG | PE | PP | GF | GC | DG  |
| ---------- | --- | -- | -- | -- | -- | -- | -- | --- |
| Italia     | 7   | 3  | 2  | 1  | 0  | 21 | 3  | +18 |
| Francia    | 7   | 3  | 2  | 1  | 0  | 7  | 4  | +3  |
| Alemania   | 3   | 3  | 1  | 0  | 2  | 5  | 15 | -10 |
| Inglaterra | 0   | 3  | 0  | 0  | 3  | 2  | 13 | -11 |

| Fecha      | Partido    | Partido    | Resultado |
| ---------- | ---------- | ---------- | --------- |
| 11.07.2016 | Alemania   | Francia    | 2-3       |
| 11.07.2016 | Inglaterra | Italia     | 1-8       |
| 12.07.2016 | Francia    | Inglaterra | 2-0       |
| 12.07.2016 | Italia     | Alemania   | 11-0      |
| 13.07.2016 | Alemania   | Inglaterra | 3-1       |
| 13.07.2016 | Italia     | Francia    | 2-2       |

### Grupo B
| Equipo   | Pts | PJ | PG | PE | PP | GF | GC | DG  |
| -------- | --- | -- | -- | -- | -- | -- | -- | --- |
| Portugal | 9   | 3  | 3  | 0  | 0  | 28 | 2  | +26 |
| España   | 6   | 3  | 2  | 0  | 1  | 21 | 7  | +14 |
| Suiza    | 4   | 3  | 1  | 0  | 2  | 5  | 17 | -12 |
| Austria  | 0   | 3  | 0  | 0  | 3  | 2  | 30 | -28 |

| Fecha      | Partido  | Partido  | Resultado |
| ---------- | -------- | -------- | --------- |
| 11.07.2016 | Austria  | España   | 0-12      |
| 11.07.2016 | Portugal | Suiza    | 8-0       |
| 12.07.2016 | Suiza    | Austria  | 4-1       |
| 12.07.2016 | España   | Portugal | 1-6       |
| 13.07.2016 | España   | Suiza    | 8-1       |
| 13.07.2016 | Portugal | Austria  | 14-1      |

## Fase Final

### Eliminatorias por el título
|  | Cuartos de final    | Cuartos de final    |          |        | Semifinales         | Semifinales         |        |              | Final               | Final               |  |
|  | 14 de julio de 2016 | 14 de julio de 2016 |          |        | 15 de julio de 2016 | 15 de julio de 2016 |        |              | 16 de julio de 2016 | 16 de julio de 2016 |  |
|  |                     |                     |          |        |                     |                     |        |              |                     |                     |  |
|  |                     |                     |          |        |                     |                     |        |              |                     |                     |  |
|  | Italia              | 12                  |          |        |                     |                     |        |              |                     |                     |  |
|  | Italia              | 12                  |          |        |                     |                     |        |              |                     |                     |  |
|  | Austria             | 1                   |          |        |                     |                     |        |              |                     |                     |  |
|  | Austria             | 1                   |          | Italia | 1                   |                     |        |              |                     |                     |  |
|  |                     |                     |          | Italia | 1                   |                     |        |              |                     |                     |  |
|  |                     |                     | España   | 0      |                     |                     |        |              |                     |                     |  |
|  | Alemania            | 0                   | España   | 0      |                     |                     |        |              |                     |                     |  |
|  | Alemania            | 0                   |          |        |                     |                     |        |              |                     |                     |  |
|  | España              | 9                   |          |        |                     |                     |        |              |                     |                     |  |
|  | España              | 9                   |          |        |                     |                     |        | Italia       | 2                   |                     |  |
|  |                     |                     |          |        |                     |                     |        | Italia       | 2                   |                     |  |
|  |                     |                     | Portugal | 6      |                     |                     |        |              |                     |                     |  |
|  | Francia             | 1                   | Portugal | 6      |                     |                     |        |              |                     |                     |  |
|  | Francia             | 1                   |          |        |                     |                     |        |              |                     |                     |  |
|  | Suiza               | 6                   |          |        |                     |                     |        |              |                     |                     |  |
|  | Suiza               | 6                   |          | Suiza  | 0                   |                     |        | Tercer lugar | Tercer lugar        |                     |  |
|  |                     |                     |          | Suiza  | 0                   |                     |        | Tercer lugar | Tercer lugar        |                     |  |
|  |                     |                     | Portugal | 8      |                     |                     |        |              |                     |                     |  |
|  | Inglaterra          | 0                   | Portugal | 8      |                     |                     | España | 7            |                     |                     |  |
|  | Inglaterra          | 0                   |          |        |                     |                     | España | 7            |                     |                     |  |
|  | Portugal            | 12                  |          |        |                     |                     |        |              | Suiza               | 1                   |  |
|  | Portugal            | 12                  |          |        |                     |                     |        |              | Suiza               | 1                   |  |
|  |                     |                     |          |        |                     |                     |        |              |                     |                     |  |

### 5.º al 8.º
|  | Eliminatoria del 5.º al 8.º | Eliminatoria del 5.º al 8.º |                |          | Partido por el 5.º lugar | Partido por el 5.º lugar |  |
|  | 15 de julio de 2016         | 15 de julio de 2016         |                |          | 16 de julio de 2016      | 16 de julio de 2016      |  |
|  |                             |                             |                |          |                          |                          |  |
|  |                             |                             |                |          |                          |                          |  |
|  | Austria                     | 0                           |                |          |                          |                          |  |
|  | Austria                     | 0                           |                |          |                          |                          |  |
|  | Alemania                    | 9                           |                |          |                          |                          |  |
|  | Alemania                    | 9                           |                | Alemania | 1 (1)                    |                          |  |
|  |                             |                             |                | Alemania | 1 (1)                    |                          |  |
|  |                             |                             | Francia (pen.) | 1 (2)    |                          |                          |  |
|  | Francia                     | 5                           | Francia (pen.) | 1 (2)    |                          |                          |  |
|  | Francia                     | 5                           |                |          |                          |                          |  |
|  | Inglaterra                  | 2                           |                |          | Partido por el 7.º lugar | Partido por el 7.º lugar |  |
|  | Inglaterra                  | 2                           |                |          | Partido por el 7.º lugar | Partido por el 7.º lugar |  |
|  |                             |                             |                |          |                          |                          |  |
|  |                             |                             |                |          | Inglaterra               | 6                        |  |
|  |                             |                             |                |          | Inglaterra               | 6                        |  |
|  |                             |                             |                |          | Austria                  | 1                        |  |
|  |                             |                             |                |          | Austria                  | 1                        |  |
|  |                             |                             |                |          |                          |                          |  |

## Clasificación final
| 1. Portugal   |
| 2. Italia     |
| 3. España     |
| 4. Suiza      |
| 5. Francia    |
| 6. Alemania   |
| 7. Inglaterra |
| 8. Austria    |